# Бяндован (грязевой вулкан)
Бяндован (азерб. Bəndovan palçıq vulkanı) — грязевой вулкан в Азербайджане. Расположен в Гарадагском районе города Баку. 
Бяндован включён в государственный заповедник грязевых вулканов. 

## Описание
Грязевой вулкан расположен на одноимённом мысе. В общей сложности, вулкан имеет до 65 сопок, сальз и грифонов. Грязевой вулкан извергает природный газ, илистую грязь и нефтяную воду.